# شهرستان گیتا
گیتا یکی از شهرهای استان موانزا در کشور تانزانیا می‌باشد.
برپایه نتایج سرشماری عمومی نفوس و مسکن که در سال ۲۰۰۲ توسط دولت تانزانیا انجام شد جمعیت این منطقه بالغ بر ۷۱۲٫۱۹۵ نفر می‌باشد.
شهرستان گیتا از سمت جنوب و غرب با استان شینیانگا و از سمت شمال با شهرستان سنگرما و از شرق با شهرستان میسونگوی همسایه می‌باشد.

## بخشها
شهرستان گیتا به لحاظ اداری و مدیریتی به ۳۳ بخش تقسیم شده‌است:
- بوکولی Bukoli
- بوکوندو Bukondo
- بوکویمبا Bukwimba
- بوله‌لا Bulela
- بوساندا Busanda
- بوسولوا Busolwa
- چیگیونگا Chigunga
- ایهانامیلو Ihanamilo
- کافیتا Kafita
- کاگو Kagu
- کاکورا Kakora
- کالانگالا Kalangala
- کامنا Kamena
- کامهانگا Kamhanga
- کازاموا Kasamwa
- کاسمه Kaseme
- کاتورو Katoro
- خاروموا Kharumwa
- لوبانگا Lubanga
- الوامگاسا Lwamgasa
- امتاکوژا Mtakuja
- اموینگیرو Mwingiro
- انکومه Nkome
- انیاچیلولیما Nyachilulima
- انیاکاگومبا Nyakagomba
- انیاکامواگا Nyakamwaga
- انیامالیمبه Nyamalimbe
- انیانگه‌واله Nyang'hwale
- انیاروگوسو Nyarugusu
- انیوگوا Nyugwa
- انزرا Nzera
- سنگا Senga
- شاباکا Shabaka